# Якубувка (Люблінське воєводство)
Якубувка (пол. Jakubówka) — село в Польщі, у гміні Новодвур Рицького повіту Люблінського воєводства.
Населення — 268 осіб (2011).

## Демографія
Демографічна структура станом на 31 березня 2011 року:
|          | Загалом | Допрацездатний вік | Працездатний вік | Постпрацездатний вік |
| -------- | ------- | ------------------ | ---------------- | -------------------- |
| Чоловіки | 138     | 36                 | 90               | 12                   |
| Жінки    | 130     | 32                 | 70               | 28                   |
| Разом    | 268     | 68                 | 160              | 40                   |